# Cooper Nunatak
Cooper Nunatak är en nunatak i Antarktis. Den ligger i Östantarktis. Australien gör anspråk på området. Toppen på Cooper Nunatak är 1 300 meter över havet.
Terrängen runt Cooper Nunatak är kuperad åt nordväst, men åt sydost är den bergig. Trakten är obefolkad. Det finns inga samhällen i närheten.